# 2006年度TVB8金曲榜頒獎典禮得獎名單
2006年度TVB8金曲榜頒獎典禮

## 得獎名單

### TVB8金曲榜金曲獎
- 不想長大 - S.H.E.
- 對不起謝謝 - 陳奕迅
- 只剩我一個 - 周筆暢
- 靜靜的 - 庾澄慶
- 忘了你是你 - 何韻詩
- Hurt So Bad - 張敬軒
- 無可奈何 - 鄭嘉穎
- 愛情復興 - 容祖兒
- 約定 - 光　良
- 八十塊環遊世界 - Twins

### TVB8金曲榜全球熱愛粵語歌曲獎
- 情歌 - 側　田
- 落花流水 - 陳奕迅
- 一生何求 - 古巨基

### TVB8金曲榜最佳組合獎
- 金獎：S.H.E.
- 銀獎：Twins
- 銅獎：飛輪海

### TVB8金曲榜最佳唱作歌手獎
- 金獎：光　良
- 銀獎：張敬軒
- 銅獎：TANK

### TVB8金曲榜最佳女新人獎
- 金獎：周筆暢
- 銀獎：衛　蘭
- 銅獎：泳　兒

### TVB8金曲榜最佳男新人獎
- 金獎：曹　格
- 銀獎：TANK
- 銅獎：劉　維

### TVB8金曲榜最佳作曲獎
- 如果愛 - 金培達

### TVB8金曲榜最佳作詞獎
- 約定 - 光　良

### TVB8金曲榜最佳編曲獎
- 如果愛 - 金培達

### TVB8金曲榜最佳歌曲監製獎
- 戒不掉 - 庾澄慶

### TVB8金曲榜最佳音樂錄影帶獎
- 如果愛 - 張學友

### TVB8金曲榜內地觀眾最愛男歌手獎
- 庾澄慶

### TVB8金曲榜內地觀眾最愛女歌手獎
- 周筆暢

### TVB8金曲榜最受歡迎男歌手獎
- 陳奕迅

### TVB8金曲榜最受歡迎女歌手獎
- 容祖兒

### TVB8金曲榜金曲金獎
- 不想長大 - S.H.E.